# Ektomorf
Az Ektomorf egy groove és thrash metalt játszó magyar együttes, eredetileg Mezőkovácsházáról. Zenéjükben a fenti stílusokat egymással, illetve a 2000-es évek elejétől a cigány népzenével ötvözve (mely utóbbi az alapító Farkas testvérek származásából ered) olyan egyedi hangzással ruházta fel a csapatot, mely a hazai extrémmetál-underground egyik legnépszerűbb, illetve külföldön az egyik legsikeresebb magyar együttesévé tette.

## Története

### Kezdetek (1994–1998)
A csapatot a két testvér Farkas Zoltán gitáros/énekes, Farkas Csaba basszusgitáros, valamint Ternován Csaba dobos alapította 1994-ben. Még abban az évben csatlakozott hozzájuk Janó Mihály (gitár).
1995-ben készítették el első demójukat Romok alatt címmel. 1996-ban első helyezettek letten a szombathelyi LMS tehetségkutató versenyen és stúdióidőt nyertek az LMS stúdiójában, mely révén még abban az évben megjelent első albumuk Hangok címmel, az LMS Musicnál, olyan dalokkal mint a "Hangok", "Shalom", "Nekem ne mondd meg", "Romok alatt" és az "Engedélyezett gyilkosság". Janó nem sokkal később kilépett, mert nem tudta megoldani a Dunaújváros és Mezőkovácsháza közötti folyamatos ingázást, helyére Marksteiner Béla került.
Második albumuk 1998-ban született meg, Ektomorf címen, mely a Hangok folytatása lett. Legnagyobb sikerszámuk az albumon a "Nem engedem" című dal, ami azóta is koncertkedvenc. Az eltelt idő alatt Janó visszatért az együttesbe, Ternován pedig személyes okok miatt távozott, helyére Szakács József került.

### Növekvő ismertség (1999–2002)
A harmadik és egyben vízválasztó lemezük, a Kalyi Jag 2000-ben jelent meg, melyet Janó Mihály végleges kilépése miatt csupán hárman játszottak fel. Janó helyére az album rögzítése után Kovács László került. Ezen a lemezen a tagok már bátran felvállalták roma származásukat és a dallamokba, szövegekbe roma eredetű zenei motívumokat is csempésztek, erre a legjobb példa a "Sunto dél mulo", amiben egyaránt van roma népzene és a már korábban megismert stílusuk, emellett található a lemezen 1-2 roma nyelven íródott akusztikus dal, valamint a megszokott thrashcore-zúzdák. A közönség egy részéről sok támadás érte őket, ugyanakkor a sajtóban nagyon jó visszhangot kapott, mely azonnal a Sepulturával illetve a Soulfly-jal vonta őket párhuzamba. Dallamviláguk innentől kezdett szervesen magába foglalni roma motívumokat is.

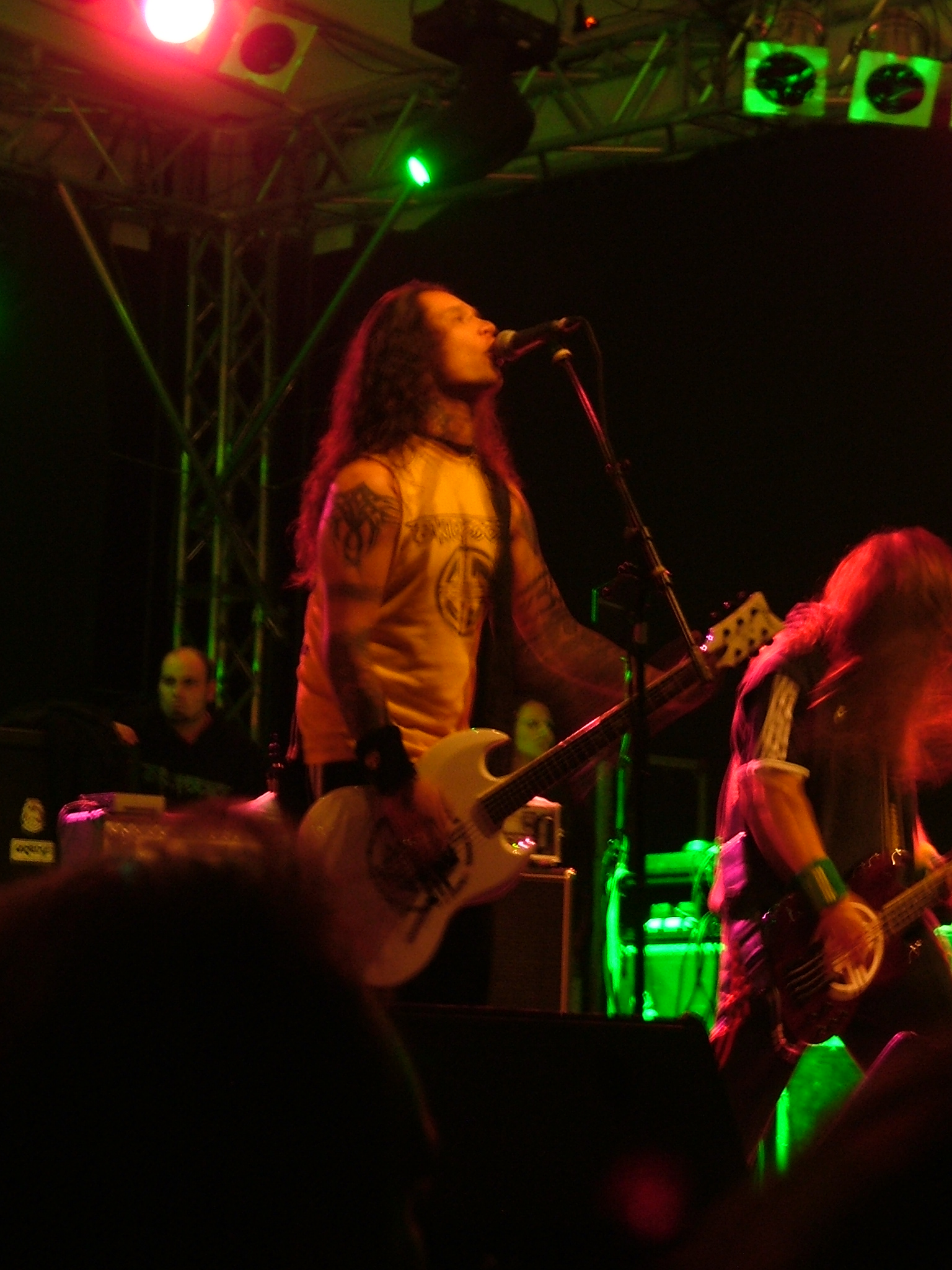
Farkas Zoltán és Csaba a színpadon,
Rock The Lake fesztivál, Ausztria, 2007.

Külföldi ismeretségek révén egy háromállomásos németországi miniturnén vehettek részt, ahol felfigyelt rájuk a Silverdust kiadó, majd nem sokkal később szerződést is kötött velük, így 2002-ben megjelent az I Scream Up to the Sky című nagylemezük illetve magyar verziója, a Felüvöltök az égbe. Újítás, hogy szinte minden számban észrevehetőek scratch elemek is, melyeket DJ Pozsi készített. Az albumon megtalálható még a Beatles "Hard Day's Night" című számának feldolgozása is, valamint egy rejtett track, ami Radnóti Miklós "Töredék" című versének feldolgozása, Csató Péter (Replika) közreműködésével.

### Nuclear Blast-évek (2003–2008)
A lemez megjelenése után kiköltöztek Németországba, ahol sikereik ellenére anyagilag mégsem álltak jól. 2002 végére fény derült a probléma okára, kiderült ugyanis, hogy a csapat menedzsere, Jebó rendszeresen elsikkasztotta az együttes fellépési díjainak jelentős hányadát. Jebó távozásával azonban nem oldódtak meg a problémák. A Silverdust kiadó tönkrement, így a tervezett turnéjuk is meghiúsult, illetve Kovács László gitáros végleg hazautazott. Az együttes fennmaradása kétségessé vált. Ekkor, utolsó próbálkozásként felhívták a Nuclear Blast kiadónál azt az embert, aki egyszer egy koncertjük után gratulált nekik és fantasztikusnak nevezte őket. A cég a találkozó után azonnal szerződést kötött velük, a gitáros pozícióba pedig Schrottner Tamás került.
A Destroy című albumot egy dán stúdióban, az Antfarmon rögzítették, a producere Tue Madsen volt és 2004 márciusában jelent meg a Nuclear Blast kiadónál. Az album összhatásában minden korábbinál keményebb lett. Itt is párhuzamba vonták őket főleg a Soulfly-jal, de az együttes egyedisége itt bontakozott ki igazán. A legjobb kezekbe került, hisz a kiadó meghozta nekik a nemzetközi sikert, amiről mindig is álmodtak.
Az Ektomorf olyan nagy fesztiválokon is fellépett, mint a Wacken, a Rock am Ring, a Rock im Park, vagy a With Full Force, valamint előzenekarként részt vettek a Kreator 2005-ös európai Enemy of God elnevezésű turnéján is (a Dark Tranquillityvel és a Hatesphere-rel közösen), amelynek a harmadik állomása a Petőfi Csarnok volt.
2005. március 29-én jelent meg az Ektomorf következő albuma, az Instinct, amelyet szintén az aarhusi Antfarm stúdióban rögzítettek Tue Madsennel. Az előző Destroy albumhoz képest háttérbe szorultak a roma népzenei motívumok, a hangzás egy kicsit letisztultabb, mégis dühös, jóval több thrashelemmel, és olyan számokkal mint a "Set Me Free", "Show Your Fist", "I Break You", vagy a "Fuck You All".
Ebben az évben jelent meg első koncertfelvételük, a Live and Raw. 2006-ban együtt turnéztak a többek között a Children Of Bodommal, aminek egyik állomása a Petőfi Csarnok január 9-én.
2006. október 27-én jelent meg az Ektomorf új nagylemeze az Outcast, ahol a zenébe újra visszatért a roma-folk. Újdonság egy akusztikus gitárral rögzített dal a "Who Can I Trust". A lemez legjobbjai: "Outcast", "I Choke", "I'm Against", és a "Hell Is Here" című sikernóták. A lemezbemutató koncertek kapcsán az Ektomorf két ízben is hazalátogatott Magyarországra: az egyik 2007. január 19-én az A38 hajó volt a régi terroristaturné fellépőivel (Replika és Cadaveres) kiegészülve, a másik a Sziget Fesztivál második napján 2007. augusztus 9-én a Soulfly után. Az utóbbit azért is érdemes megemlíteni mert a Soulfly koncertje közben színpadra szólította Farkas Zolit, majd együtt elnyomták a Sepultura klasszikusát, a "Roots Bloody Roots"-ot. Zolinak ez azért is felemelő élmény volt, hiszen példaképével, Max Cavalerával állhatott egy színpadon. Az Ektomorf 2008. március 1-jén ismét az A38 hajón koncertezett.

### AFM-évek (2008-tól napjainkig)
2008. június 20-án a zenekar bejelentette, hogy a német AFM kiadóhoz szerződnek. November 1-jén 13 új dallal vonultak a stúdióba, ismét Tue Madsennel, a dániai Antfarmon. A 2009 márciusában megjelent What Doesn't Kill Me... című albumon vendégként Lord Nelson (Stuck Mojo) is szerepel. A lemez megjelenését követően a több mint tíz éve az Ektomorfban doboló Szakács József távozott. A megüresedett posztra Homonnai Gergely került a Cadaveresből, míg Szakács később az ő helyén a Cadaveresben kötött ki.
2010-ben előbb egy háromszámos kislemez, a The Gypsy Way jelent meg júniusban, majd ezt követte decemberben az együttes kilencedik nagylemeze Redemption címmel. Az album The One című dalában Danko Jones vendégszerepel. A Last Fight dalhoz készült videóklipben még szerepel Schrottner Tamás gitáros, de a lemezfelvétel után távozott a zenekarból. A turnéra a német Michael Ranke szállt be az együttesbe, aki a következő másfél évben a csapat koncertjein a színpadon állt. 2011 tavaszán egy újabb doboscsere is lezajlott, Homonnai helyére Jaksa Róbert érkezett a VolumeFeederből. A The One nyár elején bemutatott videóklipjében már ő szerepelt.
2012 februárjában jelent meg az együttes The Acoustic című unplugged albuma, melyet a csapat Dániában rögzített, és később a Magyar Rádió (MR2-Petőfi) Akusztik című műsorában is bemutattak. A következő stúdióalbum 2012 augusztus végén jelent meg Black Flag címmel, ugyancsak az AFM kiadó gondozásában. A lemezre kerülő dalokat Magyarországon rögzítették, a zenekar frissen épült próbaterem-stúdiójában, Tue Madsen producerrel. A csapatba ősszel visszakerült Schrottner Tamás, akinek jelenlétét elégedetten konstatálhatták a rajongók is az októberi lemezbemutató koncertturnén.
2013 nagyon jól kezdődött számukra: az Ektomorf először játszhatott a tengerentúlon – pontosabban a tengeren, a 70000 Tons of Metal elnevezésű metálhajón. Márciusban az Ill Niño társaságában pörköltek oda Európa-szerte a szórakozni vágyó fiataloknak, majd a szokásos nyári fesztiválszezon közben a zenekar nekiállt, hogy elkészítse soron következő lemezét, ami aztán Retribution címmel 2014-ben jelent meg. Viszonylag gyorsan érkezett a folytatás, 2015-ben kiadták az Agressor című albumukat. Az album Evil By Nature című dalában George Fisher vendégszerepel, valamint ez a dal saját kislemezt is kapott.
2017 novemberében Farkas Zoltán egyedül maradt a zenekarban, miután az összes többi tag kilépett. A következő hónapra összeállt az új felállás. Farkas mellett Simon Szebasztián gitáros, Asztalos Attila basszusgitáros és Szabó Dániel dobos lett az Ektomorf tagja. A 2018 februárjában megjelenő Fury című új albumot még a régi felállással rögzítette Farkas Zoltán. 2018 februárjában az állandó kézsérüléssel küzdő Asztalost a korábbi Blind Myself-basszusgitáros, Zahorán Csaba váltotta.
A 14. stúdióalbumán dolgozó Ektomorf 2019 augusztusában jelentette be hivatalos facebook-oldalán új dobosát Oláh Kálmán személyében, aki az ózdi Remorse zenekar tagja.

## Tagok
Jelenlegi felállás
- Farkas Zoltán – ének, gitár (1994 óta)
- Hagya Ábris – szólógitár, vokál (2021 óta)
- Zahorán Csaba – basszusgitár, vokál (2018 óta)
- Kobela Ákos - dobok (2022)

### Korábbi tagok
- Farkas Csaba – basszusgitár (1994–2008)
- Ternován Csaba – dobok (1994–1998)
- Szakács József – dobok (1998–2009)
- Janó Mihály – gitár (1994–1997,1998–2000)
- Marksteiner Béla – gitár (1997–1998)
- Gyüre Zsolt – gitár (2000)
- Kovács László – gitár (2000–2002)
- Michael Ranke – gitár (2010–2012)
- Homonnai Gergely – dobok (2009–2011)
- Murvai Szabolcs – basszusgitár (2008–2017)
- Schrottner Tamás – gitár (2003–2010, 2012–2017)
- Jaksa Róbert – dobok (2011–2017)
- Asztalos Attila – basszusgitár (2017)
- Szabó Dániel – dobok (2017–2019)
- Simon Szebasztián - gitár (2017-2021)
- Oláh Kálmán – dobok (2019-2022)

## Diszkográfia
Stúdióalbumok
- Hangok  (1996)
- Ektomorf (1998)
- Kalyi Jag (2000)
- I Scream Up To The Sky / Felüvöltök az égbe (2002)
- Destroy (2004)
- Instinct (2005)
- Outcast (2006)
- What Doesn't Kill Me... (2009)
- Redemption (2010)
- Black Flag (2012)
- Retribution (2014)
- Agressor (2015)
- Fury (2018)
- Reborn (2021)
- Vivid Black (2023)

Koncertvideók
- Live and Raw – You Get What You Give (DVD, 2005)
- Warpath (Live and Life On The Road) (DVD+CD, 2017)

Egyéb kiadványok
- Holocaust (demó, 1994)
- A romok alatt (demó, 1995)
- The Gypsy Way (kislemez, 2010)
- The Acoustic (unplugged, 2012)
- Eternal Mayhem (kislemez, 2018)

## Klipek
- A romok alatt
- Nem engedem
- Testvérdal
- Fire
- I Know Them
- Destroy
- Set Me Free
- Show Your Fist
- Outcast
- I Choke
- Sea Of My Misery
- Last Fight
- The One
- To Smoulder (2012)
- Unscarred (2012)
- Black Flag (2013)
- You Can't Control Me (2014)
- Whisper (2014)
- Holocaust (2015)
- Evil By Nature (2015)
- Aggressor (2016)
- The Prophet of Doom (2018)